# Chlorops rubicundus
Chlorops rubicundus är en tvåvingeart som beskrevs av Adams 1903. Chlorops rubicundus ingår i släktet Chlorops och familjen fritflugor. Inga underarter finns listade i Catalogue of Life.